# Pupella Maggio
Pupella Maggio (născută Giustina Maria Maggio; n. 24 aprilie 1910, Napoli, Italia – d. 8 decembrie 1999, Roma, Italia) a fost o actriță de film italiană.

## Biografie
S-a născut la Napoli într-o familie de actori și a debutat pe scenă la vârsta de doisprezece ani ca parteneră a fratelui ei, Beniamino⁠(d) . A lucrat mai târziu cu mai multe companii, inclusiv cu cele conduse de Rina Morelli⁠(d) și de Eduardo De Filippo, iar după moartea Titinei De Filippo⁠(d) a preluat majoritatea rolurilor interpretate de aceasta.
S-a stabilit apoi în orașul Todi și a continuat să apară în filme de cinema. A interpretat rolul mamei, la vârstă înaintată, a personajului principal al filmului Nuovo Cinema Paradiso (1988) al lui Giuseppe Tornatore, care a fost distins cu un premiu Oscar în 1988. În anul 1997 a scris și publicat un roman autobiografic intitulat Poca luce in tanto spazio, care a fost publicat de Carlo Grassetti Editore. Pupella Maggio a jucat în mai multe filme, câștigând premiul Nastro d'Argento pentru cea mai bună actriță în rol secundar⁠(d) pentru interpretarea sa din filmul Medicul de la asigurări (1968) al lui Luigi Zampa⁠(d).

## Filmografie
| An   | Titlu                                | Rol                               | Observații            |
| ---- | ------------------------------------ | --------------------------------- | --------------------- |
| 1947 | Bullet for Stefano⁠(d)                | Marta                             |                       |
| 1947 | Lost in the Dark⁠(d)                  |                                   |                       |
| 1954 | The Doctor of the Mad⁠(d)             |                                   |                       |
| 1958 | Neveste periculoase                  | Aurelia Bertuetti a.k.a. „Lolita” |                       |
| 1958 | Serenatella sciuè sciuè              | Tina Paradiso                     |                       |
| 1958 | Il terribile Teodoro                 |                                   |                       |
| 1959 | La Fortuna Con L'effe Maiuscola      |                                   |                       |
| 1959 | La duchessa di Santa Lucia           |                                   |                       |
| 1959 | Il terrore dell'Oklahoma             |                                   |                       |
| 1959 | Sogno di una notte di mezza sbornia  | Filumena                          |                       |
| 1960 | Anônimas Cocottes                    |                                   |                       |
| 1960 | Mariti in pericolo                   | Lucia                             |                       |
| 1960 | Ciociara                             | Țărancă                           |                       |
| 1960 | Caravan petrol                       |                                   |                       |
| 1960 | A Qualcuna Piace Calvo⁠(d)            | Mama Marcellei                    |                       |
| 1962 | Cele patru zile ale orașului Neapole | Mama lui Arturo                   | Nemenționată          |
| 1966 | The Bible: In the Beginning...⁠(d)    | Soția lui Noe                     |                       |
| 1968 | Medicul de la asigurări              | Dna Antonietta Parisi             |                       |
| 1971 | Il Prof. Dott. Guido Tersilli⁠(d)     | Antonietta Parisi                 |                       |
| 1972 | The Valachi Papers⁠(d)                | Letizia Reina                     |                       |
| 1973 | Amarcord                             | Miranda Biondi                    |                       |
| 1981 | Lacrime napulitane                   |                                   |                       |
| 1988 | Cinema Paradiso                      | Maria (bătrână)                   |                       |
| 1988 | Days of Inspector Ambrosio⁠(d)        | Rosa Cuomo                        |                       |
| 1990 | Sabato, domenica e lunedì            | Zia Memé                          |                       |
| 2002 | Fate come noi                        | Giustina                          | (ultimul rol în film) |